# Unione Sportiva Salernitana 1919 2024-2025
Questa voce raccoglie le informazioni riguardanti l'Unione Sportiva Salernitana nelle competizioni ufficiali della stagione 2024-2025.

## Stagione

### Precampionato e girone d'andata
Quella 2024-2025 è la 33ª stagione per i campani nella seconda serie italiana, appena retrocessi dalla Serie A. 
Il team dell'ippocampo inizia il campionato affidando la direzione sportiva all'esperto Gianluca Petrachi, che sostituisce Walter Sabatini. 
Il neo direttore sportivo ingaggia, il 20 giugno, l'allenatore Andrea Sottil il quale il 2 luglio, dopo appena dodici giorni, rassegna le dimissioni ancor prima di cominciare il ritiro pre-campionato. Il giorno successivo la Salernitana comunica il nuovo mister Giovanni Martusciello, al suo esordio su una panchina di Serie B.
La prima partita della stagione vede la Salernitana giocare in Coppa Italia, il 12 agosto tra le mure amiche, contro lo Spezia; la gara termina 3-3 grazie alla rimonta dei granata, firmata da un gol di Yayah Kallon e da due di Boulaye Dia (successivamente trasfetosi alla Lazio). Ai rigori i cilentini avranno la meglio, superando il turno.
Il 16 agosto, alla vigilia dell'esordio in campionato contro il Cittadella, l'U.S. Salernitana 1919 annuncia il cambio di presidenza, che passa dal proprietario Danilo Iervolino a Roberto Busso.
La prima gara di campionato finisce 2-1 per i campani che, come nell'esordio di Coppa, rimontano il Cittadella negli ultimi minuti di recupero con le reti di Daniliuc al 93' minuto e autorete di Angeli che devia un tiro di Simy al 97' minuto. I minuti finali decidono anche la sfida successiva ma questa volta nel senso inverso: i salernitani infatti perdono il match con il Südtirol per 3-2 all'ultimo minuto di recupero. La sconfitta di Bolzano viene cancellata dalla vittoria in rimonta contro la Sampdoria con lo stesso risultato, la squadra però non si conferma e ricava sette punti nelle seguenti dieci gare (fra cui la prima vittoria esterna al Barbera contro il Palermo). L'11 novembre 2024, al termine della 13ª giornata persa contro il Bari (0-2), e con la squadra al quartultimo posto in classifica, Martusciello viene esonerato e sostituito dal direttore tecnico Stefano Colantuono (già allenatore dei granata per tre volte). 
Colantuono ri-debutta il 23 novembre successivo con una pesante sconfitta esterna per 4-0 contro la capolista Sassuolo, si rifà la settimana seguente vincendo 4-1 sulla Carrarese. Dopo il pareggio esterno con il Modena, i granata riprendono la fase poco produttiva, ottenendo due punti nei successivi cinque incontri, a seguito dei quali Colantuono (che ha raccolto complessivamente 5 punti in 7 gare) rassegna le dimissioni rescindendo anche il contratto da responsabile del settore giovanile. Due giorni dopo viene sollevato dall'incarico il direttore sportivo Petrachi, che aveva curato il mercato estivo e la scelta degli allenatori. La Bersagliera chiude il girone d'andata a 23 punti con 4 vittorie, 11 pareggi e 24 sconfitte.

### Girone di ritorno
All'alba del nuovo anno, Breda torna ad allenare a Salerno dopo quattordici anni, e Valentini diventa il nuovo direttore sportivo. Nel mercato di riparazione vengono prelevati Cerri, Raimondo, Caligara, Christensen, Lochoshvili, Corazza, Guasone, Girelli e Zuccon. Mentre vengono ceduti Fiorillo, Kallon, Valencia, Velthuis, Maggiore e Torregrossa.
Come il suo predecessore, Breda esordisce all'Arechi perdendo 1-2 con il Sassuolo, con gol di Cerri all'esordio, giocando alla pari con la capolista. Nella giornata successiva la Salernitana torna a vincere tra le mura amiche battendo la Reggiana per 2-1 con doppietta di Cerri in un finale al cardiopalmo. Con le settimane, la formazione continua però un rendimento altalenante e non si distanzia dalla zona retrocessione della classifica, Breda è criticato per un gioco considerato remissivo e le continue modifiche alla formazione, spesso con giocatori schierati fuori ruolo. Al ritorno dalla sosta i granata perdono due partite consecutive, la prima con un Palermo in crisi, causando la contestazione dei tifosi. Nonostante la conferma del ds Valentini, complice una classifica deficitaria con la squadra al penultimo posto - 12 punti ricavati in 12 partite - e un difficile rapporto con la squadra, il 7 aprile Breda viene sollevato dall'incarico. 
Sostituisce Breda Pasquale Marino, che inizia la sua gestione con le vittorie su Südtirol e Cosenza. Nelle restanti quattro gare della regular season i campani vincono due volte, cedendo in Liguria contro lo Spezia e la concorrente Sampdoria, rispattivamente 2-0 e 1-0; si classificano infine diciassettesimi, dovendo quindi disputare gli spareggi play-out contro il Frosinone sedicesimo.  

### I play-out
Alla vigilia dei play-out, la Covisoc comunica presunte irregolarità del Brescia nei pagamenti dei contributi IRPEF ed INPS per gli stipendi dei mesi di dicembre e gennaio, mai resi noti in precedenza anche a causa della lentezza procedimentale dell'Agenzia delle Entrate. All'esito del giudizio sportivo, la società lombarda subisce quattro punti di penalizzazione da scontare nella stagione corrente (più altri quattro in quella successiva), retrocedendo in Serie C. Secondo la nuova classifica, modificata dalla sanzione, la Salernitana si ritrova quindi a dover disputare gli spareggi contro la riabilitata Sampdoria (retrocessa, prima della penalizzazione al Brescia), non più con i laziali. La decisione, molto discussa a livello nazionale, suscita le proteste della tifoseria granata.
Dopo un mese di attesa e polemiche, la squadra di Marino torna in campo con due risultati su tre a disposizione per conservare la categoria, in ragione del suo più favorevole piazzamento in classifica. All'andata a Genova, cade 2-0, mentre al ritorno all'Arechi, allo 0-2 in favore dei blucerchiati nel secondo tempo, dei tifosi locali lanciano seggiolini in campo e la partita viene sospesa. Il giorno seguente il giudice sportivo dispone la sconfitta per 0-3 a tavolino dei campani, che così retrocedono in terza serie dopo dieci anni di militanza tra B e A. Mai nella storia la Salernitana è retrocessa per due volte consecutive.

## Divise e sponsor
Il fornitore tecnico per la stagione 2024-2025 è Zeus Sport, mentre gli sponsor ufficiali sono 958 Santero (main sponsor), DianFlex (second sponsor), Autodue (sleeve sponsor) e Università telematica e-Campus (back sponsor).
| Casa | Trasferta | Terza divisa |

## Organigramma societario
Area direttiva
- Presidente: Roberto Busso
- Amministratore delegato: Maurizio Milan
- Vicepresidente: Gianni Petrucci
- Segretario generale: Massimiliano Dibrogni
- Segretaria settore agonistico: Gabriella Borgia
- Direttore amministrazione, finanza e controllo: Luigi Aiudi

Area comunicazione e marketing
- Area commerciale: Claudio De Leonardis
- Area amministrazione e biglietteria: Maria Vernieri, Paola Palmieri, Pierluigi Petraglia, Rosario Manna
- Delegato alla gestione dell'evento: Luigi Cassano
- Capo Ufficio Stampa: Alfonso Maria Avagliano

Area sportiva
- Direttore sportivo: Gianluca Petrachi (fino al 3 gennaio 2025), poi Marco Valentini
- Team manager: Salvatore Avallone

Area tecnica
- Allenatore: Giovanni Martusciello (1ª-13ª), Stefano Colantuono (14ª-20ª), Roberto Breda (21ª-32ª), Pasquale Marino (33ª-38ª e playout)
- Vice-allenatore: Alessandro Pane (1ª-13ª), Roberto Miggiano (14ª-20ª)
- Collaboratori tecnici: Luca Spadafora (1ª-20ª), Marco Celia
- Preparatori portieri: Paolo Di Sarno
- Preparatori atletici: Giacomo Cofano (1ª-20ª), Marco Celia, Vincenzo Laurino, Donatello Matarangolo (21ª-)
- Match analysts: Sandro Antonini
- Addetta all'arbitro: Cristina Lambiase Savage
- Magazzinieri: Rosario Fiorillo, Mario Gaet, Pasquale Gaeta

Area sanitaria
- Responsabile sanitario: Vincenzo Rosciano
- Coordinatore area medica: Gennaro Alfano
- Fisioterapisti - Osteopati: Giuseppe Magliano, Massimiliano Greco
- Massofisioterapista: Davide Bisogno
- Fisioterapista: Francesco Minieri, Francesco Smargiassi
- Nutrizionista: Stefano Gallo
- Consulenti scientifici: Marcello Zappia, Antonio Lambiase, Daniele Masarone, Luca Bardi
- Podologo: Sergio Di Palma

## Rosa
Rosa e numerazione aggiornate al 3 febbraio 2025.
| N. |                         | Ruolo | Calciatore          |
| -- | ----------------------- | ----- | ------------------- |
| 1  | Italia (bandiera)       | P     | Vincenzo Fiorillo   |
| 2  | Italia (bandiera)       | D     | Davide Gentile      |
| 3  | Croazia (bandiera)      | D     | Domagoj Bradarić    |
| 4  | Paesi Bassi (bandiera)  | D     | Tijs Velthuis       |
| 5  | Austria (bandiera)      | D     | Flavius Daniliuc    |
| 7  | Italia (bandiera)       | C     | Franco Tongya       |
| 8  | Senegal (bandiera)      | C     | Mamadou Coulibaly   |
| 8  | Australia (bandiera)    | C     | Ajdin Hrustić       |
| 9  | Nigeria (bandiera)      | A     | Simy                |
| 10 | Venezuela (bandiera)    | A     | Ernesto Torregrossa |
| 11 | Sierra Leone (bandiera) | A     | Yayah Kallon        |
| 12 | Italia (bandiera)       | P     | Francesco Corriere  |
| 13 | Italia (bandiera)       | D     | Fabio Ruggeri       |
| 14 | Cile (bandiera)         | A     | Diego Valencia      |
| 15 | Tunisia (bandiera)      | D     | Dylan Bronn         |
| 16 | Italia (bandiera)       | D     | Tommaso Corazza     |
| 17 | Francia (bandiera)      | D     | Lilian Njoh         |
| 18 | Italia (bandiera)       | C     | Fabrizio Caligara   |
| 19 | Francia (bandiera)      | C     | Jeff Reine-Adélaïde |
| 20 | Polonia (bandiera)      | A     | Szymon Włodarczyk   |
| 21 | Italia (bandiera)       | C     | Roberto Soriano     |
| 23 | Italia (bandiera)       | C     | Nicola Dalmonte     |

| N. |                        | Ruolo | Calciatore            |
| -- | ---------------------- | ----- | --------------------- |
| 24 | Paesi Bassi (bandiera) | A     | Jayden Braaf          |
| 25 | Italia (bandiera)      | C     | Giulio Maggiore       |
| 27 | Argentina (bandiera)   | D     | Juan Cruz Guasone     |
| 29 | Italia (bandiera)      | D     | Paolo Ghiglione       |
| 30 | Slovenia (bandiera)    | D     | Petar Stojanović      |
| 31 | Italia (bandiera)      | A     | Daniele Verde         |
| 33 | Italia (bandiera)      | D     | Gian Marco Ferrari    |
| 40 | Italia (bandiera)      | P     | Luca Rodolfo          |
| 44 | Polonia (bandiera)     | D     | Paweł Jaroszyński     |
| 45 | Italia (bandiera)      | C     | Rocco Di Vico         |
| 47 | Georgia (bandiera)     | D     | Luka Lochoshvili      |
| 53 | Danimarca (bandiera)   | P     | Oliver Christensen    |
| 55 | Italia (bandiera)      | P     | Luigi Sepe (capitano) |
| 70 | Colombia (bandiera)    | C     | Andrés Tello          |
| 72 | Italia (bandiera)      | C     | Stefano Girelli       |
| 73 | Italia (bandiera)      | C     | Lorenzo Amatucci      |
| 77 | Romania (bandiera)     | C     | Andreas Sfait         |
| 90 | Italia (bandiera)      | A     | Alberto Cerri         |
| 98 | Italia (bandiera)      | C     | Federico Zuccon       |
| 99 | Polonia (bandiera)     | C     | Mateusz Łęgowski      |
| 99 | Italia (bandiera)      | A     | Antonio Raimondo      |

## Calciomercato

### Sessione estiva(dal 1/7 al 1/9)
| Acquisti         | Acquisti              | Acquisti         | Acquisti                                               |
| R.               | Nome                  | da               | Modalità                                               |
| ---------------- | --------------------- | ---------------- | ------------------------------------------------------ |
| D                | Gian Marco Ferrari    | svincolato       | definitivo (0 €)                                       |
| D                | Davide Gentile        | Fiorentina       | prestito                                               |
| D                | Paolo Ghiglione       | Cremonese        | riscatto, definitivo (1 milione €)                     |
| D                | Paweł Jaroszyński     | KS Cracovia      | definitivo (0 €)                                       |
| D                | Lilian Njoh           | Le Mans          | definitivo (0 €)                                       |
| D                | Fabio Ruggeri         | Lazio            | prestito                                               |
| D                | Petar Stojanović      | Empoli           | prestito                                               |
| D                | Tijs Velthuis         | Sparta Rotterdam | prestito con obbligo di riscatto al numero di presenze |
| C                | Lorenzo Amatucci      | Fiorentina       | prestito                                               |
| C                | Nicola Dalmonte       | Vicenza          | definitivo (?)                                         |
| C                | Ajdin Hrustić         | Verona           | definitivo                                             |
| C                | Jeff Reine-Adélaïde   | svincolato       | definitivo (0 €)                                       |
| C                | Roberto Soriano       | svincolato       | definitivo (0 €)                                       |
| C                | Andréas Tello         | Catania          | prestito con diritto di riscatto                       |
| C                | Franco Tongya         | Odense           | definitivo (700 mila €)                                |
| A                | Jayden Braaf          | Verona           | prestito                                               |
| A                | Yayah Kallon          | Verona           | prestito                                               |
| A                | Ernesto Torregrossa   | svincolato       | definitivo (0 €)                                       |
| A                | Szymon Włodarczyk     | Sturm Graz       | prestito con diritto e obbligo di riscatto             |
| Altre operazioni |                       |                  |                                                        |
| R.               | Nome                  | da               | Modalità                                               |
| P                | Luigi Sepe            | Lazio            | fine prestito                                          |
| D                | Dylan Bronn           | Servette         | fine prestito                                          |
| D                | Flavius Daniliuc      | Salisburgo       | fine prestito                                          |
| D                | Matteo Lovato         | Torino           | fine prestito                                          |
| D                | Andrei Motoc          | Legnago          | fine prestito                                          |
| C                | Emil Bohinen          | Genoa            | fine prestito                                          |
| C                | Mamadou Coulibaly     | Palermo          | fine prestito                                          |
| C                | Edoardo Iannoni       | Perugia          | fine prestito                                          |
| C                | Kaleb Jimenez         | Atalanta U23     | fine prestito                                          |
| A                | Federico Bonazzoli    | Verona           | fine prestito                                          |
| A                | Diego Valencia        | Atromītos        | fine prestito                                          |
| A                | Trivante Stewart      | Javor Ivanjica   | fine prestito                                          |
| A                | Antonio Pio Iervolino | Vis Pesaro       | fine prestito                                          |

| Cessioni         | Cessioni                | Cessioni         | Cessioni                                                  |
| R.               | Nome                    | a                | Modalità                                                  |
| ---------------- | ----------------------- | ---------------- | --------------------------------------------------------- |
| D                | Domagoj Bradarić        | Verona           | prestito con diritto di riscatto                          |
| D                | Flavius Daniliuc        | Verona           | prestito con diritto di riscatto                          |
| D                | Norbert Gyömbér         | Al-Kholood       | definitivo (0 €)                                          |
| D                | Matteo Lovato           | Sassuolo         | prestito con diritto di riscatto a determinate condizioni |
| D                | Andrei Motoc            | Athens Kallithea | definitivo (?)                                            |
| D                | Triantafyllos Pasalidīs | Athens Kallithea | definitivo (0 €)                                          |
| D                | Lorenzo Pirola          | Olympiacos       | definitivo (3 mln €)                                      |
| D                | Junior Sambia           | Empoli           | prestito                                                  |
| C                | Emil Bohinen            | Genoa            | definitivo (2 mln €)                                      |
| C                | Lassana Coulibaly       | Lecce            | definitivo (1,80 mln €)                                   |
| C                | Mamadou Coulibaly       | Catanzaro        | definitivo (?)                                            |
| C                | Edoardo Iannoni         | Perugia          | prestito (400 mila €)                                     |
| C                | Antonio Pio Iervolino   | Taranto          | prestito                                                  |
| C                | Kaleb Jimenez           | Catania          | definitivo (-)                                            |
| C                | Grīgorīs Kastanos       | Verona           | prestito con diritto di riscatto a determinate condizioni |
| A                | Federico Bonazzoli      | Cremonese        | definitivo (1,50 mln €)                                   |
| A                | Boulaye Dia             | Lazio            | prestito con obbligo di riscatto a 12 mln €               |
| A                | Chukwubuikem Ikwuemesi  | OH Lovanio       | definitivo (1,80 mln €)                                   |
| A                | Trivante Stewart        | Radnički Niš     | definitivo (?)                                            |
| A                | Loum Tchaouna           | Lazio            | definitivo (10 mln €)                                     |
| Altre operazioni |                         |                  |                                                           |
| R.               | Nome                    | a                | Modalità                                                  |
| P                | Pasquale Allocca        | Termoli          | definitivo                                                |
| P                | Benoît Costil           | svincolato       | fine contratto                                            |
| P                | Guillermo Ochoa         | svincolato       | fine contratto                                            |
| D                | Jérôme Boateng          | svincolato       | fine contratto                                            |
| D                | Federico Fazio          | svincolato       | rescissione consensuale                                   |
| A                | Mikael                  | svincolato       | rescissione consensuale                                   |
| D                | Alessandro Zanoli       | Napoli           | fine prestito                                             |
| D                | Marco Pellegrino        | Milan            | fine prestito                                             |
| D                | Niccolò Pierozzi        | Fiorentina       | fine prestito                                             |
| C                | Toma Bašić              | Lazio            | fine prestito                                             |
| C                | Iron Gomis              | Kasımpaşa        | fine prestito                                             |
| C                | Agustín Martegani       | San Lorenzo      | fine prestito                                             |
| A                | Emanuel Vignato         | Pisa             | fine prestito                                             |
| A                | Shon Weissman           | Granada          | fine prestito                                             |

### Sessione invernale(dal 3/1 all'31/1)
| Acquisti         | Acquisti              | Acquisti         | Acquisti                                                  |
| R.               | Nome                  | da               | Modalità                                                  |
| ---------------- | --------------------- | ---------------- | --------------------------------------------------------- |
| P                | Oliver Christensen    | Fiorentina       | prestito                                                  |
| D                | Juan Guasone          | Estudiantes (LP) | prestito con diritto di opzione                           |
| D                | Luka Lochoshvili      | Cremonese        | prestito                                                  |
| D                | Tommaso Corazza       | Bologna          | prestito                                                  |
| D                | Stefano Girelli       | Sampdoria        | prestito con diritto di opzione                           |
| C                | Fabrizio Caligara     | Sassuolo         | prestito con obbligo di riscatto a determinate condizioni |
| C                | Federico Zuccon       | Atalanta         | prestito con diritto di opzione                           |
| A                | Alberto Cerri         | Como             | prestito                                                  |
| A                | Antonio Raimondo      | Bologna          | prestito                                                  |
| Altre operazioni |                       |                  |                                                           |
| R.               | Nome                  | da               | Modalità                                                  |
| C                | Antonio Pio Iervolino | Taranto          | fine prestito                                             |

| Cessioni         | Cessioni              | Cessioni           | Cessioni                                                                                         |
| R.               | Nome                  | a                  | Modalità                                                                                         |
| ---------------- | --------------------- | ------------------ | ------------------------------------------------------------------------------------------------ |
| P                | Vincenzo Fiorillo     | Carrarese          | prestito                                                                                         |
| D                | Tijs Velthuis         | Sparta Rotterdam   | fine prestito                                                                                    |
| C                | Nicola Dalmonte       | Catania            | prestito                                                                                         |
| C                | Giulio Maggiore       | Bari               | prestito con diritto di opzione ed obbligo di riscatto al verificarsi di determinate condizioni. |
| C                | Andres Sfait          | CFR Cluj           | definitivo                                                                                       |
| A                | Yayah Kallon          | Verona             | fine prestito                                                                                    |
| A                | Ernesto Torregrossa   | Carrarese          | definitivo                                                                                       |
| Altre operazioni |                       |                    |                                                                                                  |
| R.               | Nome                  | a                  | Modalità                                                                                         |
| C                | Antonio Pio Iervolino | Żabbar St. Patrick | prestito                                                                                         |

## Risultati

### Serie B

#### Girone di andata
| Arbitro: | Fourneau (Roma 1) |

|                                    |           |          |
| Daniliuc 90+3’ Angeli 90+7’ (aut.) | Marcatori | 8’ Rabbi |

| Arbitro: | Perenzoni (Rovereto) |

|                                              |           |                      |
| Casiraghi 28’ (rig.) Molina 42’ Rover 90+6'’ | Marcatori | 36’ Tongya 61’ Braaf |

| Arbitro: | Feliciani (Termoli) |

|                                |           |                    |
| Simy 1’ Valencia 60’ Braaf 85’ | Marcatori | 4’ Tutino 21’ Coda |

| Arbitro: | Abisso (Palermo) |

|               |           |  |
| Galuppini 46’ | Marcatori |  |

| Arbitro: | Bonacina (Bergamo) |

|                               |           |                                        |
| Tongya 15’ Simy 90+6'’ (rig.) | Marcatori | 2’, 45+4'’ (rig.) Bonfanti 63’ Tramoni |

| Reggio Emilia 21 settembre 2024, ore 15:00 CEST 6ª giornata | Reggiana         | 0 – 0 referto | Salernitana | Mapei Stadium (10 036 spett.)\| Arbitro: \| Zufferli (Udine) \| |
| Arbitro:                                                    | Zufferli (Udine) |               |             |                                                                 |

| Salerno 29 settembre 2024, ore 15:00 CEST 7ª giornata | Salernitana        | 0 – 0 referto | Catanzaro | Stadio Arechi (14 932 spett.)\| Arbitro: \| Marinelli (Tivoli) \| |
| Arbitro:                                              | Marinelli (Tivoli) |               |           |                                                                   |

| Arbitro: | Dionisi (L'Aquila) |

|  |           |           |
|  | Marcatori | 21’ Tello |

| Arbitro: | Ghersini (Genova) |

|  |           |                        |
|  | Marcatori | 54’ Soleri 73’ Bertola |

| Arbitro: | Cosso (Reggio Calabria) |

|                             |           |             |
| Collocolo 20’ Bonazzoli 45’ | Marcatori | 55’ Ferrari |

| Arbitro: | Scatena (Avezzano) |

|           |           |              |
| Verde 20’ | Marcatori | 45+3’ Tavşan |

| Arbitro: | Aureliano (Bologna) |

|              |           |                  |
| Florenzi 37’ | Marcatori | 64’ (rig.) Verde |

| Arbitro: | Marinelli (Tivoli) |

|  |           |                            |
|  | Marcatori | 29’ Lasagna 36’ Novakovich |

| Arbitro: | Crezzini (Siena) |

|                                                            |           |  |
| Pierini 64’ Laurienté 82’ Moro 90’ (rig.) Thorstvedt 90+6’ | Marcatori |  |

| Arbitro: | La Penna (Roma) |

|                                                      |           |                    |
| Włodarczyk 18’ Soriano 20’ Verde 53’ (rig.) Simy 89’ | Marcatori | 41’ (rig.) Schiavi |

| Arbitro: | Perenzoni (Rovereto) |

|             |           |             |
| Palumbo 65’ | Marcatori | 47’ Soriano |

| Arbitro: | Ghersini (Genova) |

|                |           |                            |
| Amatucci 45+1’ | Marcatori | 7’ Adorante 73’ Candellone |

| Salerno 20 dicembre 2024, ore 20:30 CET 18ª giornata | Salernitana        | 0 – 0 referto | Brescia | Stadio Arechi (8 616 spett.)\| Arbitro: \| Bonacina (Bergamo) \| |
| Arbitro:                                             | Bonacina (Bergamo) |               |         |                                                                  |

| Arbitro: | Pezzuto (Lecce) |

|                             |           |  |
| Kvernadze 63’ Ambrosino 85’ | Marcatori |  |

#### Girone di ritorno
| Arbitro: | Perenzoni (Rovereto) |

|              |           |  |
| Iemmello 57’ | Marcatori |  |

| Arbitro: | Rapuano (Rimini) |

|           |           |                             |
| Cerri 48’ | Marcatori | 7’ F. Russo 41’ Muharemović |

| Arbitro: | Ayroldi (Molfetta) |

|                          |           |          |
| Cerri 76’, 90+10’ (rig.) | Marcatori | 62’ Vido |

| Arbitro: | Pezzuto (Lecce) |

|           |           |  |
| Moreo 56’ | Marcatori |  |

| Arbitro: | Fourneau (Roma 1) |

|              |           |  |
| Raimondo 56’ | Marcatori |  |

| Brescia 7 febbraio 2025, ore 20:30 CET 25ª giornata | Brescia           | 0 – 0 referto | Salernitana | Stadio Rigamonti (5 009 spett.)\| Arbitro: \| Santoro (Messina) \| |
| Arbitro:                                            | Santoro (Messina) |               |             |                                                                    |

| Arbitro: | Bonacina (Bergamo) |

|                                  |           |                                |
| Zanon 31’ Finotto 41’ Zuelli 46’ | Marcatori | 63’ Reine-Adélaïde 85’ Soriano |

| Arbitro: | Massimi (Termoli) |

|               |           |               |
| Ghiglione 63’ | Marcatori | 27’ Partipilo |

| Arbitro: | Cosso (Reggio Calabria) |

|                             |           |  |
| Prestia 84’ Antonucci 90+5’ | Marcatori |  |

| Arbitro: | Giua (Olbia) |

|             |           |  |
| Soriano 63’ | Marcatori |  |

| Bari 15 marzo 2025, ore 19:30 CET 30ª giornata | Bari              | 0 – 0 referto | Salernitana | Stadio San Nicola (24 425 spett.)\| Arbitro: \| Sacchi (Macerata) \| |
| Arbitro:                                       | Sacchi (Macerata) |               |             |                                                                      |

| Arbitro: | Arena (Torre Annunziata) |

|                |           |                            |
| Amatucci 90+1’ | Marcatori | 27’ Brunori 40’ Pohjanpalo |

| Arbitro: | Marchetti (Ostia Lido) |

|             |           |  |
| Fortini 53’ | Marcatori |  |

| Arbitro: | Marinelli (Tivoli) |

|                           |           |                 |
| Ghiglione 49’ Ferrari 60’ | Marcatori | 63’ Pietrangeli |

| Arbitro: | Pairetto (Nichelino) |

|  |           |                      |
|  | Marcatori | 11’ Hrustic 75’ Simy |

| Arbitro: | Di Marco (Ciampino) |

|                                    |           |           |
| Corazza 50’ Ferrari 64’ Tongya 78’ | Marcatori | 82’ Zilli |

| Arbitro: | Fourneau (Roma 1) |

|                       |           |  |
| Kouda 22’ Vignali 79’ | Marcatori |  |

| Arbitro: | Prontera (Bologna) |

|                           |           |  |
| Amatucci 45+1’ Simy 90+4’ | Marcatori |  |

| Arbitro: | Rapuano (Rimini) |

|                   |           |  |
| Meulensteen 45+1’ | Marcatori |  |

#### Play-out
| Arbitro: | Aureliano (Bologna) |

|                           |           |  |
| Meulensteen 39’ Curto 86’ | Marcatori |  |

| Arbitro: | Doveri (Roma 1) |

|  |           |                      |
|  | Marcatori | 38’ Coda 49’ Sibilli |

### Coppa Italia

#### Turni eliminatori
| Arbitro: | Rutella (Enna) |

|                                  |                      |                                               |
| Kallon 53’ Dia 68’ (rig.), 90+3’ | Marcatori            | 43’ Candelari 45’, 56’ Soleri                 |
| Dia Kallon Simy Bronn Bradarić   | Tiri di rigore 5 – 4 | Di Serio Hristov Nagy S. Esposito F. Esposito |

| Arbitro: | Cosso (Reggio Calabria) |

|                                            |           |          |
| Bijol 20’ Lucca 44’ (rig.) Ekkelenkamp 47’ | Marcatori | 25’ Simy |

## Statistiche

### Statistiche di squadra
| Competizione | Punti | In casa | In casa | In casa | In casa | In casa | In casa | In trasferta | In trasferta | In trasferta | In trasferta | In trasferta | In trasferta | Totale | Totale | Totale | Totale | Totale | Totale | DR  |
| Competizione | Punti | G       | V       | N       | P       | Gf      | Gs      | G            | V            | N            | P            | Gf           | Gs           | G      | V      | N      | P      | Gf     | Gs     | DR  |
| ------------ | ----- | ------- | ------- | ------- | ------- | ------- | ------- | ------------ | ------------ | ------------ | ------------ | ------------ | ------------ | ------ | ------ | ------ | ------ | ------ | ------ | --- |
| Serie B      | 42    | 19      | 9       | 4       | 6       | 27      | 22      | 19           | 2            | 5            | 12           | 10           | 25           | 38     | 11     | 9      | 18     | 37     | 47     | -10 |
| Play-out     | -     | 1       | 0       | 0       | 1       | 0       | 3       | 1            | 0            | 0            | 1            | 0            | 2            | 2      | 0      | 0      | 2      | 0      | 5      | -5  |
| Coppa Italia | -     | 1       | 0       | 1       | 0       | 3       | 3       | 1            | 0            | 0            | 1            | 1            | 3            | 2      | 0      | 1      | 1      | 4      | 6      | -2  |
| Totale       | -     | 21      | 9       | 5       | 7       | 30      | 28      | 21           | 2            | 5            | 14           | 11           | 30           | 42     | 11     | 10     | 21     | 41     | 58     | -17 |

### Andamento in campionato
| Giornata  | 1 | 2 | 3 | 4 | 5  | 6  | 7  | 8 | 9  | 10 | 11 | 12 | 13 | 14 | 15 | 16 | 17 | 18 | 19 | 20 | 21 | 22 | 23 | 24 | 25 | 26 | 27 | 28 | 29 | 30 | 31 | 32 | 33 | 34 | 35 | 36 | 37 | 38 |
| --------- | - | - | - | - | -- | -- | -- | - | -- | -- | -- | -- | -- | -- | -- | -- | -- | -- | -- | -- | -- | -- | -- | -- | -- | -- | -- | -- | -- | -- | -- | -- | -- | -- | -- | -- | -- | -- |
| Luogo     | C | T | C | T | C  | T  | C  | T | C  | T  | C  | T  | C  | T  | C  | T  | C  | C  | T  | T  | C  | C  | T  | C  | T  | T  | C  | T  | C  | T  | C  | T  | C  | T  | C  | T  | C  | T  |
| Risultato | V | P | V | P | P  | N  | N  | V | P  | P  | N  | N  | P  | P  | V  | N  | P  | N  | P  | P  | P  | V  | P  | V  | N  | P  | N  | P  | V  | N  | P  | P  | V  | V  | V  | P  | V  | P  |
| Posizione | 2 | 8 | 4 | 9 | 14 | 14 | 15 | 8 | 15 | 16 | 16 | 17 | 17 | 18 | 16 | 15 | 16 | 16 | 18 | 18 | 20 | 17 | 18 | 18 | 17 | 18 | 18 | 19 | 19 | 19 | 19 | 19 | 18 | 17 | 15 | 18 | 17 | 18 |

Fonte:  Serie B – Classifica, su legab.it.
Legenda:

Luogo: C = Casa; T = Trasferta. Risultato: V = Vittoria; N = Pareggio; P = Sconfitta.

### Statistiche dei giocatori
| Giocatore         | Serie B  | Serie B | Serie B     | Serie B    | Play-out | Play-out | Play-out    | Play-out   | Coppa Italia | Coppa Italia | Coppa Italia | Coppa Italia | Totale   | Totale | Totale      | Totale     |
| Giocatore         | Presenze | Reti    | Ammonizioni | Espulsioni | Presenze | Reti     | Ammonizioni | Espulsioni | Presenze     | Reti         | Ammonizioni  | Espulsioni   | Presenze | Reti   | Ammonizioni | Espulsioni |
| ----------------- | -------- | ------- | ----------- | ---------- | -------- | -------- | ----------- | ---------- | ------------ | ------------ | ------------ | ------------ | -------- | ------ | ----------- | ---------- |
| L. Amatucci       | 36       | 3       | 5           | 0          | 2        | 0        | 0           | 0          | 2            | 0            | 0            | 0            | 40       | 3      | 5           | 0          |
| J. Braaf          | 16       | 2       | 3           | 0          | 0        | 0        | 0           | 0          | 2            | 0            | 0            | 0            | 18       | 2      | 3           | 0          |
| D. Bradarić       | 2        | 0       | 0           | 0          | 0        | 0        | 0           | 0          | 1            | 0            | 0            | 0            | 3        | 0      | 0           | 0          |
| D. Bronn          | 24       | 0       | 5           | 0          | 0        | 0        | 0           | 0          | 1            | 0            | 0            | 0            | 25       | 0      | 5           | 0          |
| F. Caligara       | 7        | 0       | 2           | 0          | 1        | 0        | 0           | 0          | 0            | 0            | 0            | 0            | 8        | 0      | 2           | 0          |
| A. Cerri          | 18       | 3       | 3           | 0          | 2        | 0        | 0           | 0          | 0            | 0            | 0            | 0            | 20       | 3      | 3           | 0          |
| O. Christensen    | 16       | -15     | 1           | 0          | 2        | -4       | 0           | 0          | 0            | 0            | 0            | 0            | 18       | -19    | 1           | 0          |
| T. Corazza        | 13       | 1       | 1           | 0          | 2        | 0        | 0           | 0          | 0            | 0            | 0            | 0            | 15       | 1      | 1           | 0          |
| F. Corriere       | 1        | -1      | 0           | 0          | 0        | 0        | 0           | 0          | 0            | 0            | 0            | 0            | 1        | -1     | 0           | 0          |
| M. Coulibaly      | 1        | 0       | 1           | 0          | 0        | 0        | 0           | 0          | 1            | 0            | 1            | 0            | 2        | 0      | 2           | 0          |
| N. Dalmonte       | 4        | 0       | 1           | 0          | 0        | 0        | 0           | 0          | 1            | 0            | 0            | 0            | 5        | 0      | 1           | 0          |
| F. Daniliuc       | 3        | 1       | 1           | 0          | 0        | 0        | 0           | 0          | 1            | 0            | 0            | 0            | 4        | 1      | 1           | 0          |
| R. Di Vico        | 2        | 0       | 0           | 0          | 0        | 0        | 0           | 0          | 0            | 0            | 0            | 0            | 2        | 0      | 0           | 0          |
| B. Dia            | 0        | 0       | 0           | 0          | 0        | 0        | 0           | 0          | 1            | 2            | 0            | 0            | 1        | 2      | 0           | 0          |
| G.M. Ferrari      | 34       | 3       | 4           | 0          | 2        | 0        | 0           | 0          | 0            | 0            | 0            | 0            | 36       | 3      | 4           | 0          |
| V. Fiorillo       | 5        | -10     | 0           | 1          | 0        | 0        | 0           | 0          | 1            | -3           | 0            | 0            | 6        | -13    | 0           | 1          |
| G. Fusco          | 2        | 0       | 0           | 0          | 0        | 0        | 0           | 0          | 0            | 0            | 0            | 0            | 2        | 0      | 0           | 0          |
| D. Gentile        | 9        | 0       | 0           | 0          | 0        | 0        | 0           | 0          | 0            | 0            | 0            | 0            | 9        | 0      | 0           | 0          |
| P. Ghiglione      | 25       | 2       | 3           | 1          | 2        | 0        | 1           | 0          | 1            | 0            | 0            | 0            | 28       | 2      | 4           | 1          |
| S. Girelli        | 4        | 0       | 1           | 0          | 0        | 0        | 0           | 0          | 0            | 0            | 0            | 0            | 4        | 0      | 1           | 0          |
| J.C. Guasone      | 1        | 0       | 0           | 0          | 0        | 0        | 0           | 0          | 0            | 0            | 0            | 0            | 1        | 0      | 0           | 0          |
| A. Hrustic        | 21       | 1       | 6           | 0          | 2        | 0        | 0           | 0          | 1            | 0            | 0            | 0            | 24       | 1      | 6           | 0          |
| P. Jaroszyński    | 12       | 0       | 2           | 0          | 0        | 0        | 1           | 0          | 0            | 0            | 0            | 0            | 12       | 0      | 3           | 0          |
| Y. Kallon         | 11       | 0       | 2           | 1          | 0        | 0        | 0           | 0          | 2            | 1            | 0            | 0            | 13       | 1      | 2           | 1          |
| M. Łęgowski       | 0        | 0       | 0           | 0          | 0        | 0        | 0           | 0          | 1            | 0            | 0            | 0            | 1        | 0      | 0           | 0          |
| L. Lochoshvili    | 18       | 0       | 3           | 0          | 2        | 0        | 0           | 0          | 0            | 0            | 0            | 0            | 20       | 0      | 3           | 0          |
| G. Maggiore       | 13       | 0       | 2           | 0          | 0        | 0        | 0           | 0          | 2            | 0            | 0            | 1            | 15       | 0      | 2           | 1          |
| L. Njoh           | 26       | 0       | 2           | 1          | 0        | 0        | 0           | 0          | 1            | 0            | 0            | 0            | 27       | 0      | 2           | 1          |
| A. Raimondo       | 12       | 1       | 0           | 0          | 2        | 0        | 1           | 0          | 0            | 0            | 0            | 0            | 14       | 1      | 1           | 0          |
| J. Reine-Adélaïde | 13       | 1       | 0           | 0          | 0        | 0        | 0           | 0          | 0            | 0            | 0            | 0            | 13       | 1      | 0           | 0          |
| F. Ruggeri        | 21       | 0       | 4           | 0          | 2        | 0        | 0           | 0          | 1            | 0            | 1            | 0            | 24       | 0      | 5           | 0          |
| L. Sepe           | 18       | -22     | 0           | 0          | 0        | 0        | 0           | 0          | 1            | -3           | 0            | 0            | 19       | -25    | 0           | 0          |
| A. Sfait          | 2        | 0       | 0           | 0          | 0        | 0        | 0           | 0          | 1            | 0            | 0            | 0            | 3        | 0      | 0           | 0          |
| Simy              | 23       | 5       | 0           | 0          | 2        | 0        | 1           | 0          | 2            | 1            | 0            | 0            | 27       | 6      | 1           | 0          |
| R. Soriano        | 31       | 4       | 4           | 0          | 2        | 0        | 0           | 0          | 1            | 0            | 0            | 0            | 34       | 4      | 4           | 0          |
| P. Stojanovic     | 28       | 0       | 10          | 0          | 1        | 0        | 0           | 1          | 0            | 0            | 0            | 0            | 29       | 0      | 10          | 1          |
| A. Tello          | 18       | 1       | 6           | 1          | 0        | 0        | 0           | 0          | 1            | 0            | 1            | 0            | 19       | 1      | 7           | 1          |
| F. Tongya         | 28       | 3       | 2           | 0          | 2        | 0        | 1           | 0          | 0            | 0            | 0            | 0            | 30       | 3      | 3           | 0          |
| E. Torregrossa    | 11       | 0       | 3           | 0          | 0        | 0        | 0           | 0          | 1            | 0            | 0            | 0            | 12       | 0      | 3           | 0          |
| D. Valencia       | 4        | 1       | 0           | 0          | 0        | 0        | 0           | 0          | 1            | 0            | 0            | 0            | 5        | 1      | 0           | 0          |
| T. Velthuis       | 8        | 0       | 2           | 0          | 0        | 0        | 0           | 0          | 2            | 0            | 1            | 0            | 10       | 0      | 3           | 0          |
| D. Verde          | 35       | 3       | 1           | 0          | 1        | 0        | 0           | 0          | 1            | 0            | 0            | 0            | 37       | 3      | 1           | 0          |
| S. Włodarczyk     | 13       | 1       | 1           | 0          | 0        | 0        | 0           | 0          | 0            | 0            | 0            | 0            | 13       | 1      | 1           | 0          |
| F. Zuccon         | 11       | 0       | 1           | 0          | 0        | 0        | 0           | 0          | 0            | 0            | 0            | 0            | 11       | 0      | 1           | 0          |